# گواماره
گواماره (به پرتغالی: Guamaré) یک منطقهٔ مسکونی در برزیل است که در ریو گرانده شمالی واقع شده‌است. گواماره ۱۵٬۹۶۳ نفر جمعیت دارد.